# Сантурці
Сантурці, Сантурсе (баск. Santurtzi (офіційна назва), ісп. Santurce) — муніципалітет в Іспанії, у складі автономної спільноти Країна Басків, у провінції Біская. Населення — 46 978 осіб (2009).
Муніципалітет розташований на відстані близько 330 км на північ від Мадрида, 11 км на північний захід від Більбао.
На території муніципалітету розташовані такі населені пункти: (дані про населення за 2009 рік)
- Бальпарда: 225 осіб
- Сантурці: 46649 осіб
- Ель-Вільяр: 104 особи

## Демографія
Динаміка населення (INE ):

## Галерея зображень

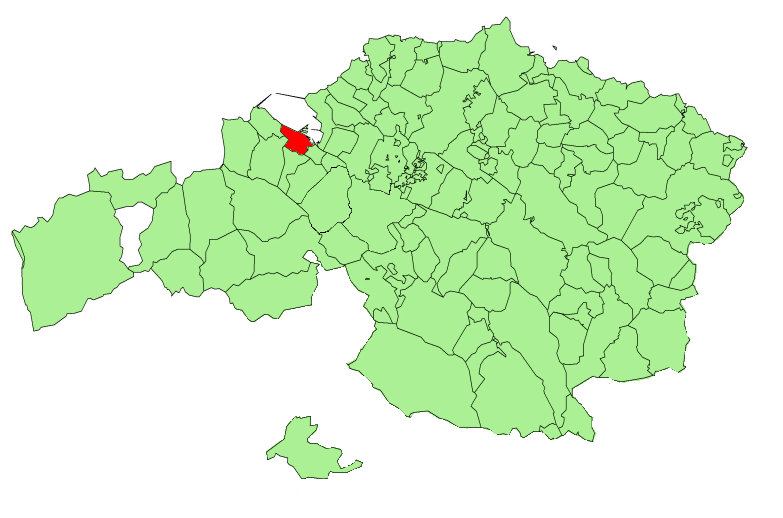
Розташування муніципалітету
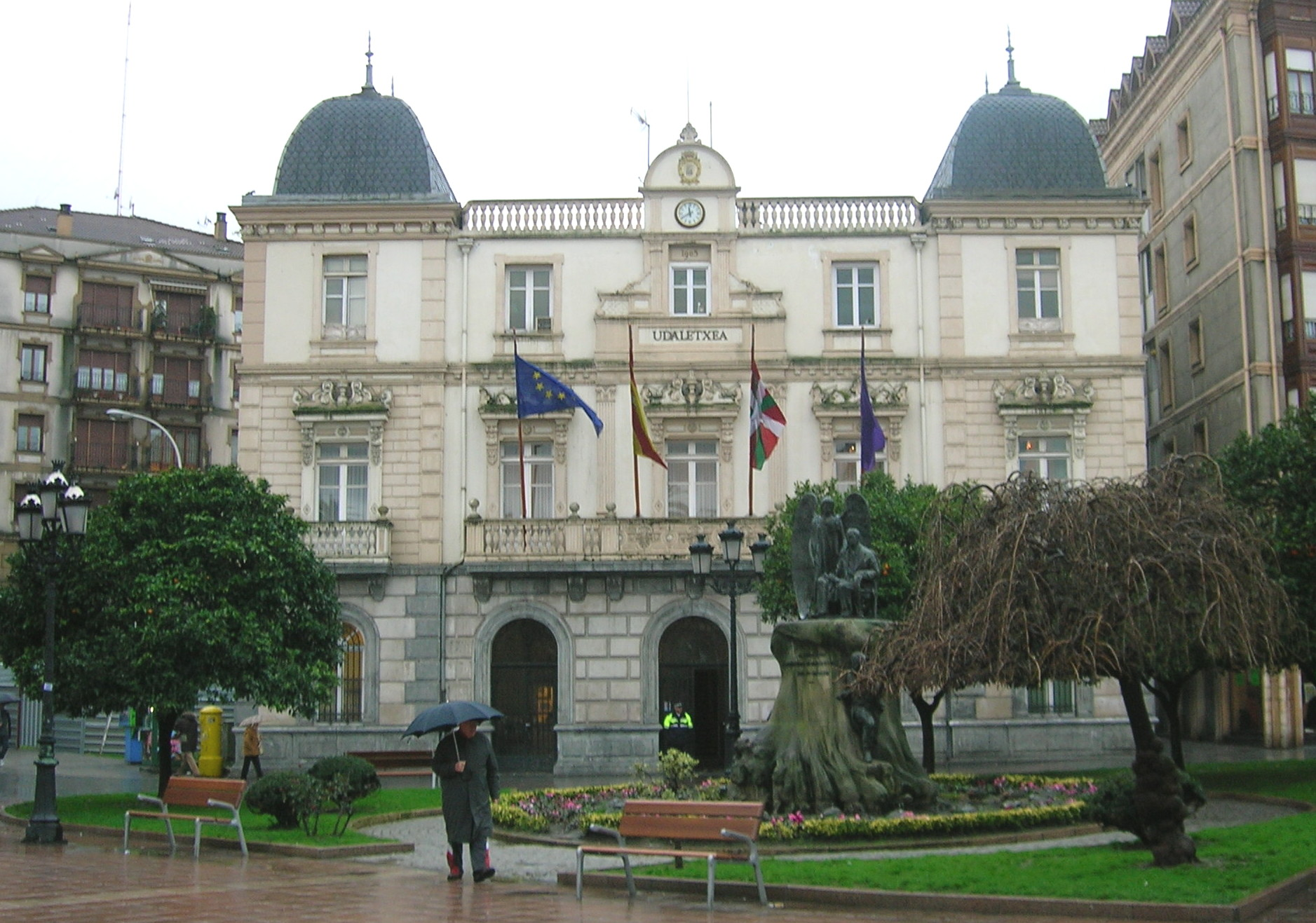
Муніципальна рада
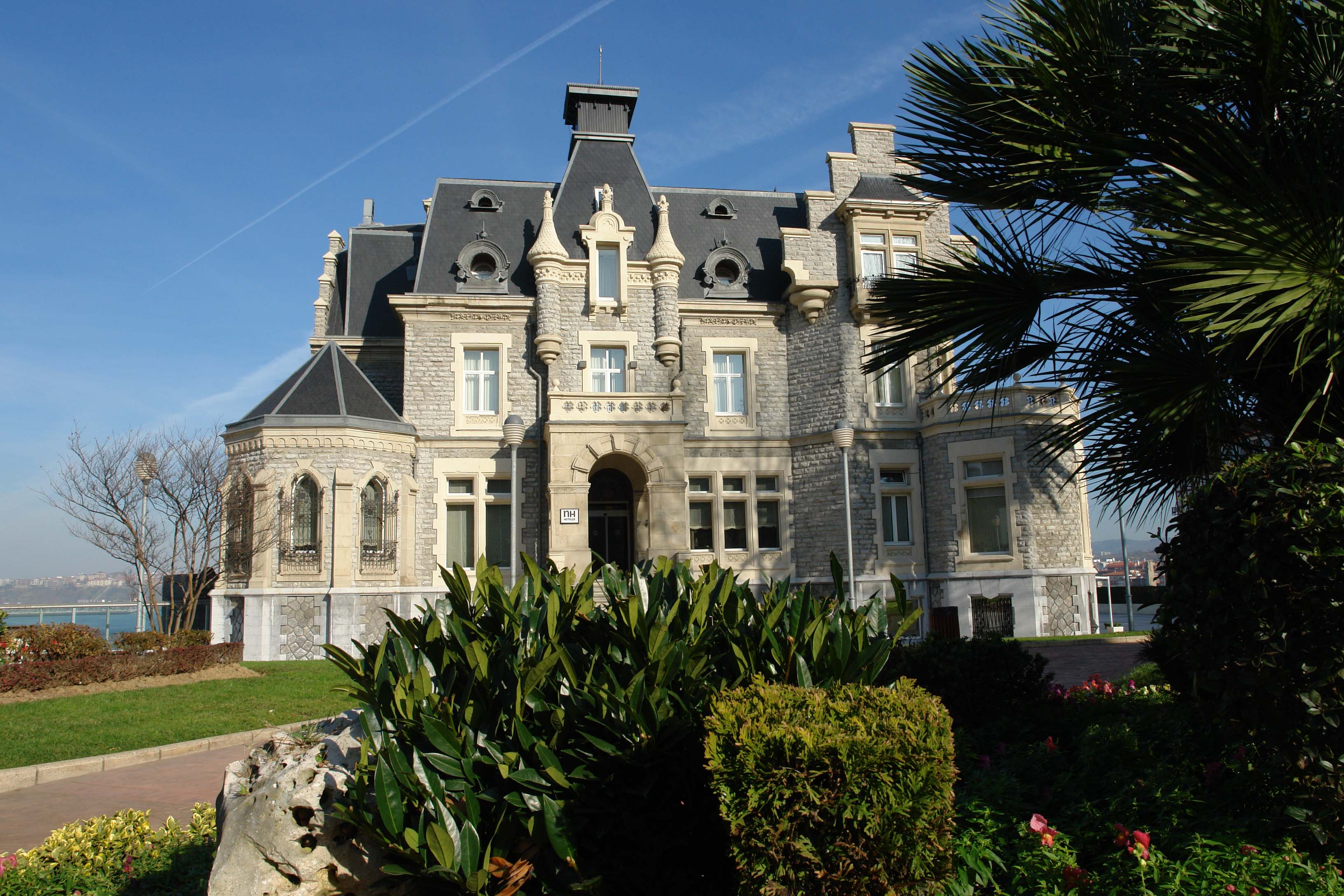
Колишній Oriol Palace, теперішній готель NH Palacio Oriol
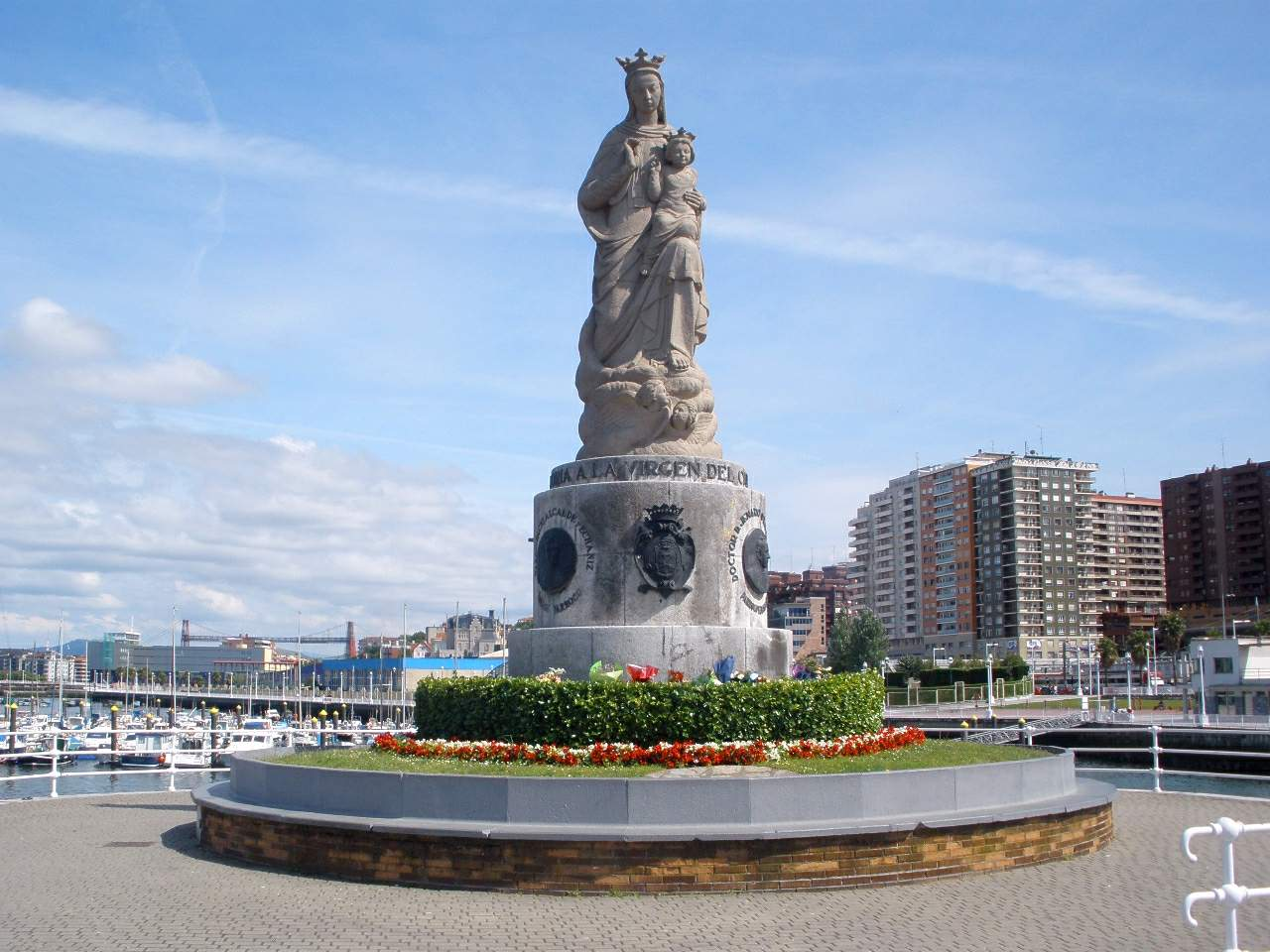
Діва Кармен
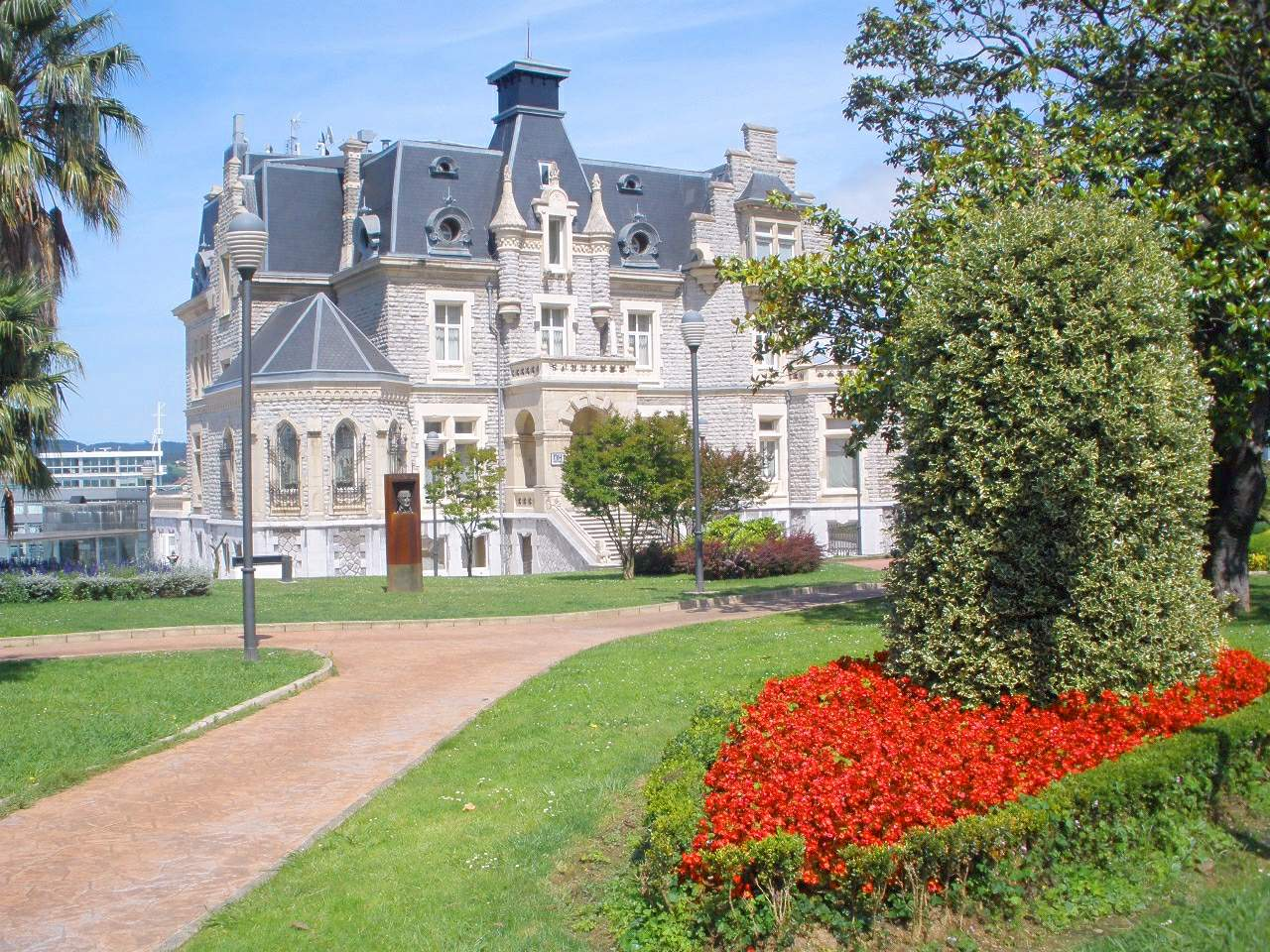
Oriol Palace
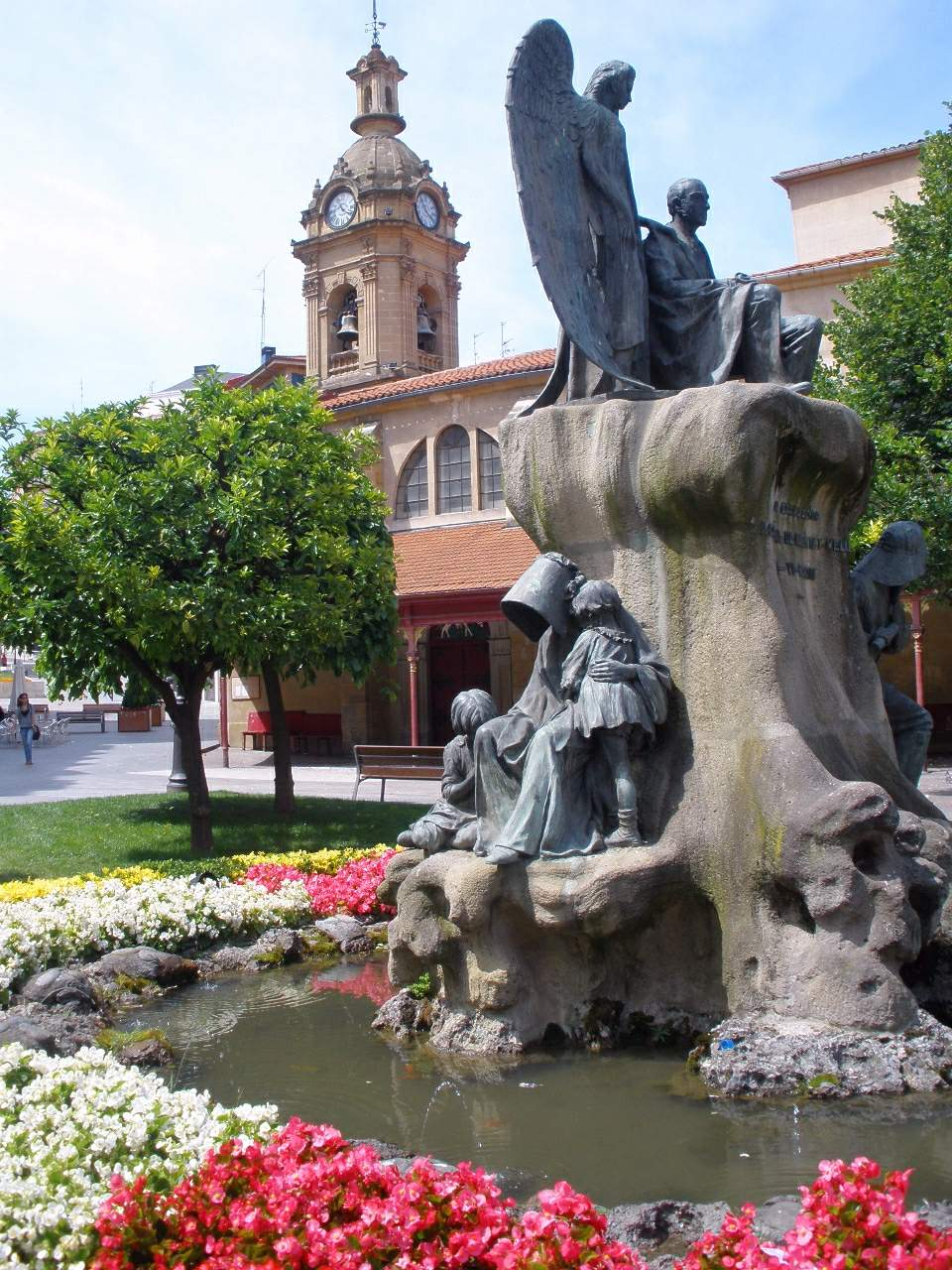
Пам'ятник Крістобалю Паскуалю Мур'єта-і-Мелло та батькові Лучано Мур'єти-і-Гарсіа, Ортісу-і-Лемуану (маркіз Мур'єта)
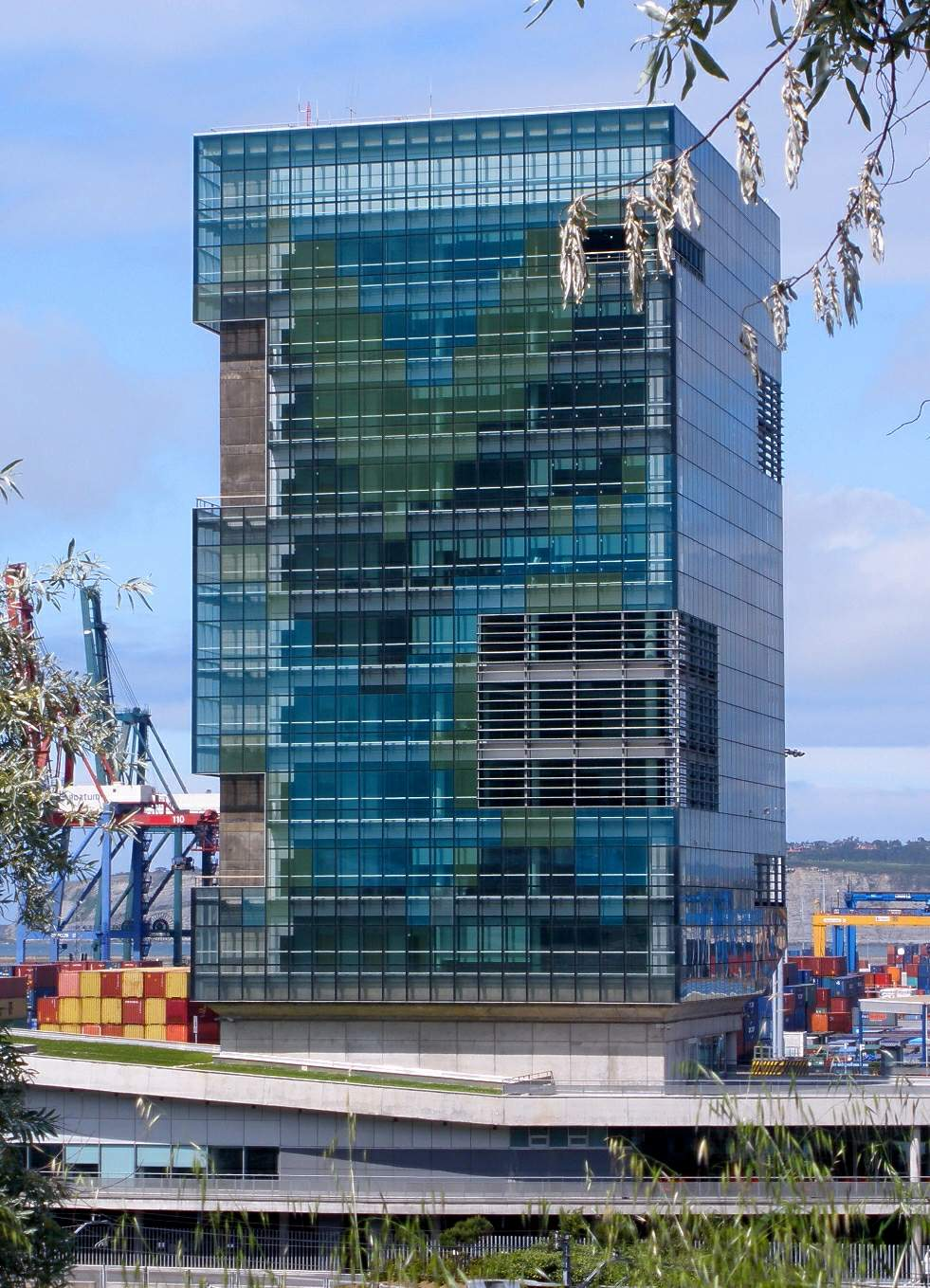
Адміністрація порту Більбао в Сантурці